# Il momento di uccidere (romanzo)
Il momento di uccidere (titolo originale A Time to Kill) è il primo romanzo di John Grisham, un giallo giudiziario. Fu rifiutato da molti editori prima di esser pubblicato nel 1989 dalla Wynwood Press, con un lancio di 5000 copie. Solo dopo l'uscita de Il socio, l'editore fece uscire un'edizione tascabile del romanzo, che divenne immediatamente un bestseller. 
La storia si svolge nello Stato del Mississippi, nella Ford County, negli anni Ottanta del XX secolo.
Nel 1996 ne è stato tratto anche un film Il momento di uccidere.

## Trama
Una bambina nera viene violentata da due balordi bianchi che poi tentano di ucciderla. Vengono subito catturati ma il padre della bambina, per vendetta (ma anche per il timore che una giuria bianca possa scarcerarli) li uccide all'interno del tribunale. Il romanzo dopo queste fasi iniziali affronta il delicato lavoro dell'avvocato che difenderà il padre assassino. L'esito del processo sembra scontato e la tensione aumenta fino al verdetto finale.

## Personaggi principali
- Carl Lee Hailey: imputato
- Jake Brigance: avvocato difensore di Carl Lee
- Omar "Ichabod" Noose: giudice
- Rufus Buckley: pubblico ministero
- Ozzie Walls: sceriffo

## Personaggi secondari
- Tonya Hailey: figlia di Carl Lee
- Gwen Hailey: moglie di Carl Lee
- Lester Hailey: fratello di Carl Lee
- Carla: moglie di Jake
- Hanna: figlia di Jake
- Billy Ray Cobb e Pete Willard: stupratori di Tonya e vittime di Carl Lee
- Harry Rex Vonner: avvocato amico di Jake
- Lucien Wilbanks: ex avvocato amico di Jake
- Ellen "Row Ark" Roark: praticante avvocato al servizio di Jake
- Ethel: segretaria di Jake
- DeWayne Looney: vice sceriffo
- Nesbit: vice sceriffo
- Reverendo Ollie Agee: capo della congregazione delle chiese locali
- Dell Perry: cameriera
- D.R. Musgrove: assistente di Buckley
- K.T. "Cat" Bruster: malavitoso ex commilitone di Carl Lee

### Dedica
A Renée, amica strenua e fedele, critico comprensivo, madre affettuosa, moglie ideale.

### Citazioni
(John Grisham, Il momento di uccidere)
(John Grisham, Il momento di uccidere, 1989)

## Edizioni italiane
- Il momento di uccidere, traduzione di Roberta Rambelli, Collana Oscar Bestsellers n.291, Milano, Mondadori, 1992,  pp. 502, cap. 44, ISBN 978-88-04-50693-5. - Milano, CDE, 1992; Collana Omnibus stranieri, Mondadori, 1993, ISBN 978-88-043-7964-5; Collana I MITI n.227, Mondadori, marzo 2002, ISBN 978-88-045-0156-5; Collana Oscar Bestsellers, Mondadori, 2016, ISBN 978-88-046-6762-9; Milano, Hearst Magazines, 2024, ISBN 977-00-166-9439-5.